# Pío VII
Pío VII (en latín: Pius PP. VII), de nombre secular Barnaba Niccolò Maria Luigi Chiaramonti (Cesena, 14 de agosto de 1742-Roma, 20 de agosto de 1823) fue el 251.er papa de la Iglesia católica desde el 14 de marzo de 1800 hasta su muerte en 1823.
Durante su juventud vivió como monje de la Orden Benedictina con el nombre de Gregorio, y destacó como teólogo y obispo. Sería elegido papa luego de la sede vacante acaecida a la muerte de Pío VI, y al igual que él, su papado estaría fuertemente marcado por la presencia del general francés Napoléon Bonaparte y las consecuencias de sus invasiones en la península itálica, siendo incluso apresado por este. Sin embargo, su persona permanece eclipsada frente a la del francés: sufrió la afrenta de perder los Estados Pontificios y el poder temporal de la Iglesia; pero, por otra parte, logró dar muestras de fortaleza frente a Napoleón. Su gran labor, aunque más desconocida, radica en su apoyo a las artes, la cultura y la educación.
Actualmente se encuentra en proceso de canonización, cuya causa fue abierta en 2007 por el papa Benedicto XVI, quien le otorgó el título de siervo de Dios.

## Primeros años y estudios

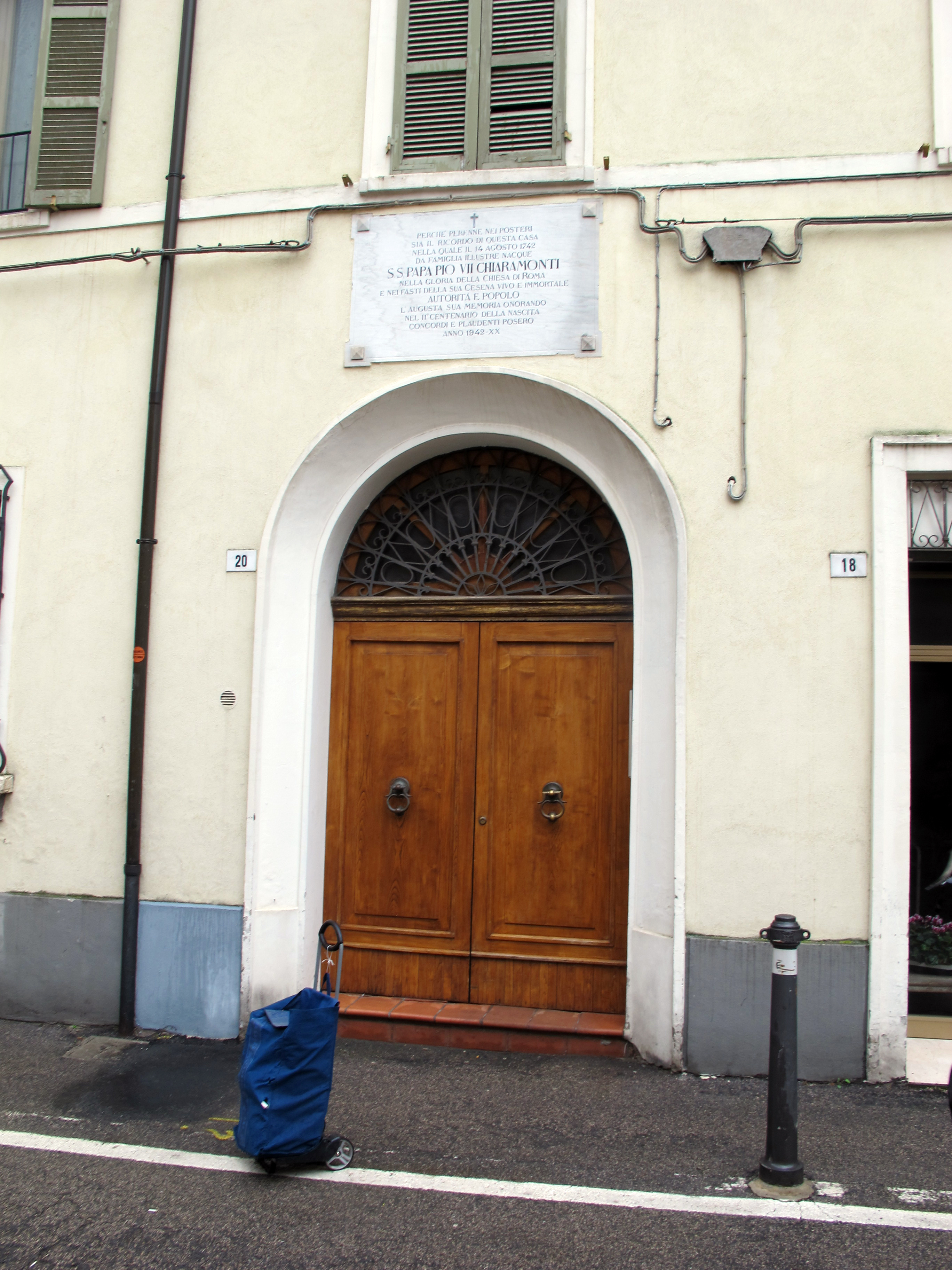
Casa natal de Chiramonti en Cesena.

Barnaba Chiaramonti nació en Cesena, en 1742, penúltimo hijo del conde Scipione Chiaramonti y su esposa Giovanna Coronato Ghini, hija del marqúes Barnaba Eufrasio Ghini, de fuerte carácter religioso. Ella pasaría sus últimos años en un monasterio carmelita, y sería uno de los principales modelos a seguir para Chiaramonti, sobre todo durante su posterior pontificado.
Su familia era de orígenes nobles, pero de clase media, y tal como sus hermanos, asistió al Collegio dei Nobili de Rávena. Sin embargo, a la edad de 14 años, decidió entrar a la Orden de San Benito, hecho concretado el 2 de octubre de 1756, al entrar como novicio a la Abadía de Santa María del Monte de Cesena. Dos años más tarde, el 20 de agosto, realizó su profesión solemne con el nombre de "Gregorio". Entonces sus superiores decidieron que siguiera estudios en el Pontificio Colegio San Anselmo de Roma, adyacente a la Abadía de San Pablo Extramuros, que estaba abierta a recibir a los estudiantes más prometedores de la Orden benedictina.
El 21 de septiembre de 1765 sería ordenado sacerdote, y poco después, recibiría su doctorado en teología. Comenzaría a enseñar en la Abadía de San Juan de Parma en 1766, lugar abierto a nuevas ideas y pensamientos, sobre todo los frutos que L'Encyclopédie de Denis Diderot y los pensamientos de John Locke y Étienne Bonnot de Condillac aportaban al conocimiento del hombre. Los amantes de la cultura estaban ansiosos por una educación al modelo que poco a poco se iban imbuyendo las ciudades italianas.
En 1772, Chiaramonti sería galardonado con el grado académico de "lector", por lo que la Orden le posibilitó enseñar teología y derecho canónico. Volvió a Colegio San Anselmo en 1772, y se mantendría hasta 1781, como profesor de teología y bibliotecario. También será nombrado abad titular de Santa María del Monte, su otrora lugar de comienzo como religioso.
El joven monje Chiaramonti buscaba, por una parte, volver a la inspiración original de la vida monástica, al estilo de Benito de Nursia; pero por otra, modernizar los planes de estudio, llevando a los jóvenes monjes a un contacto más directo con la realidad del momento.

## Experiencia pastoral

### El contacto con Braschi: al mando de San Pablo

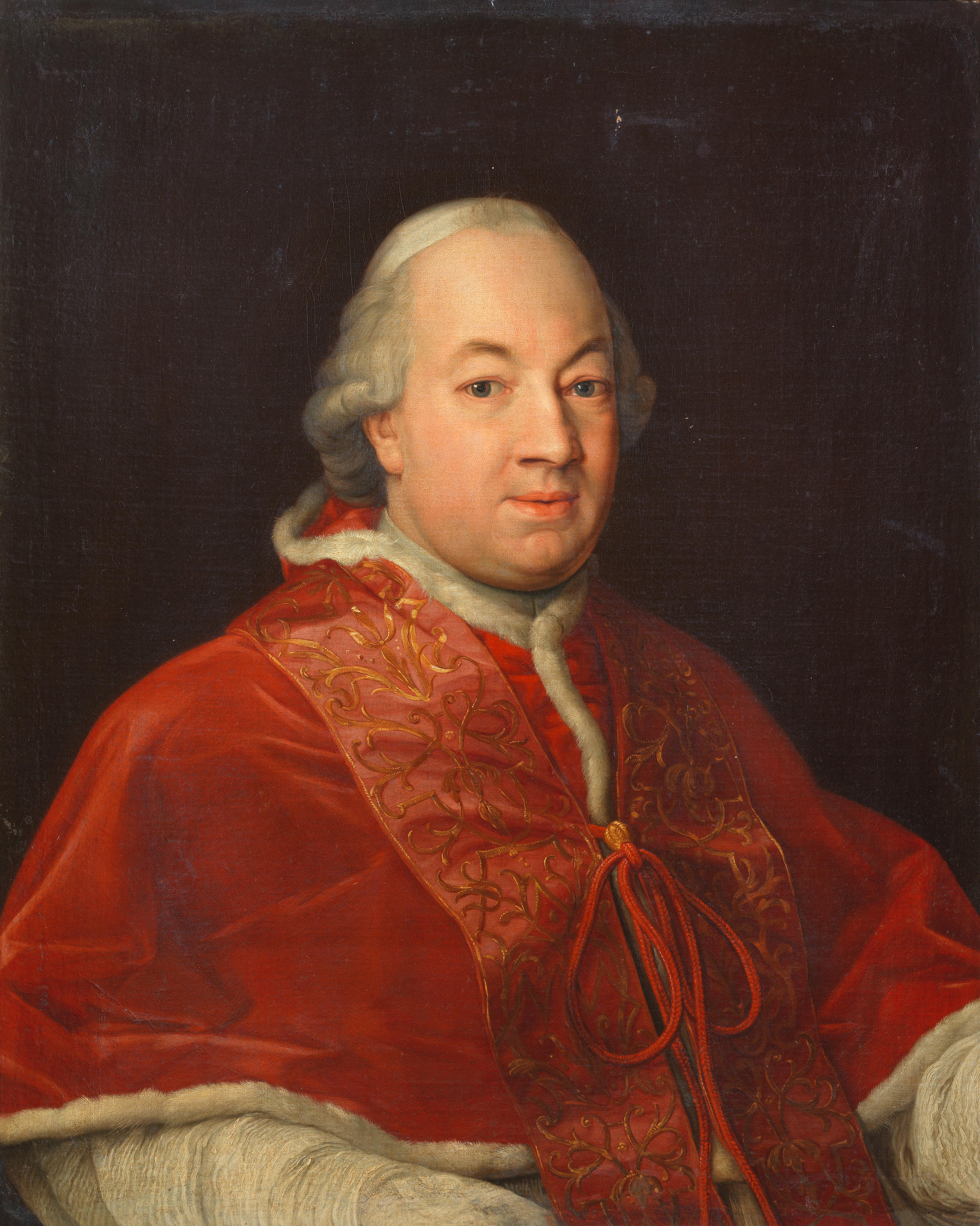
Pío VI. Retrato de Pompeo Batoni,.

En 1773, se convirtió en confesor del cardenal Angelo Braschi, quien le tenía un alta estima además de ser pariente de él, por lado de su madre.
Dos años más tarde, cuando Braschi fue elegido papa en 1775, con el nombre de Pío VI, inició una serie de promociones a Chiaramonti, como la de abad in commendam de San Pablo Extramuros, a sus 34 años.

### Obispo y cardenal
Consciente de los problemas acaecidos en San Pablo, Pío VI cambió las responsabilidades de Chiaramonti, consagrándolo obispo de Tivoli en diciembre de 1782. Tres años más tarde, cuando tenía 42 años, fue nombrado cardenal presbítero de San Calixto. El 27 de junio de 1785 fue nombrado obispo de Imola, cargo al que renunciaría en 1816.
En Imola, Chiaramonti sería recordado por su amor por la cultura, su biblioteca permanecía abierta y en ella era posible encontrar, incluso, un ejemplar de L'Encyclopédie. Además, era conocido por su abertura a las ideas modernas. En su homilía de Navidad de 1797, Chiaramonti afirmó que no había oposición entre una forma democrática de gobierno y ser un buen católico: la virtud cristiana hace de los hombres buenos demócratas.... La igualdad no es una idea de los filósofos, sino de Cristo... y no creo que la religión católica esté en contra de la democracia.
En junio de 1796, la diócesis de Imola fue invadida por las tropas revolucionarias francesas de Pierre François Augereau. Este llegó a Roma en 1797, y Pío VI buscó pactar por medio del Tratado de Tolentino. A partir de una política moderada, Chiaramonti evitó desgracias para los habitantes de su diócesis, sobre todo de enfrentamientos directos con el general Augereau, cosa que ocurrió con los habitantes de Lugo, que se habían mostrado poco pacíficos. Sin embargo, varios estragos se sucedían a nivel de la Iglesia. En Roma, la muerte del general Leónard Duphot sirvió como pretexto para que Napoléon Bonaparte invadiera los Estados Pontificios, que concretó con la ocupación de la capital el 11 de febrero de 1798. Fruto de ello, Pío VI debió renunciar a su poder temporal y limitar sus poderes espirituales.
Posteriormente, hecho prisionero, el papa fue obligado a salir de Roma, viajando por Italia hasta llegar a la ciudad francesa de Valence, donde falleció tan solo seis semanas después. A pesar de la agitación, el pontífice había recibido varias muestras de respeto y compasión por los habitantes franceses. Apodado el "papa bello", luego de su muerte se pensó que el papado había terminado como institución.

## Pontificado

### Elección

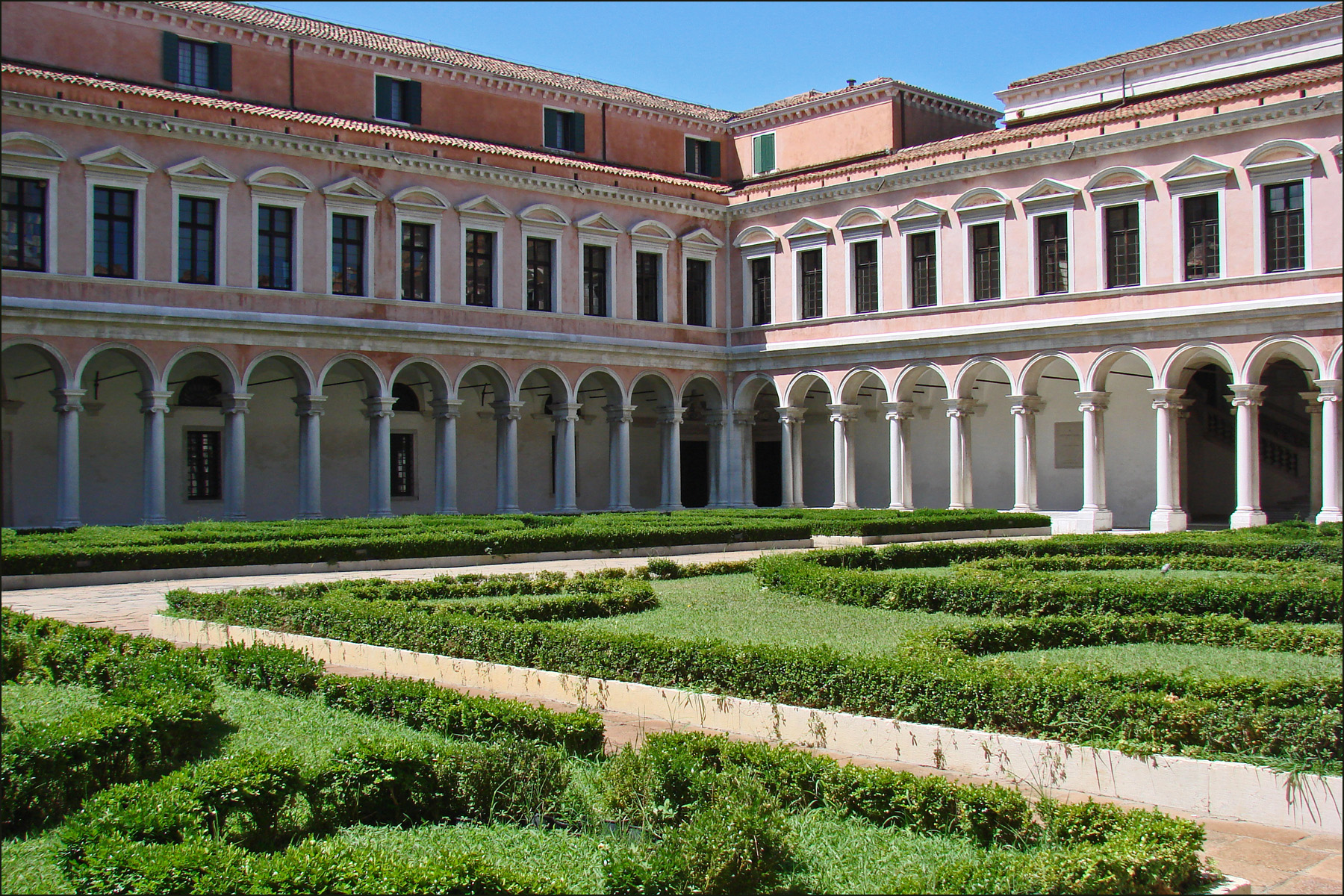
Claustro del monasterio de San Giorgio, Venecia.

Advirtiendo la inminente escalada de hechos en Italia, el 17 de enero de 1797 y el 13 de noviembre de 1798, Pío VI dejó instrucciones para que el decano del Colegio Cardenalicio convocara el cónclave a su muerte en la ciudad donde pudiera reunirse el mayor número de cardenales. Ocupada Roma por las tropas napoleónicas, el cónclave se celebró en el monasterio de la isla de San Giorgio Maggiore, en Venecia, que contaba con la protección del emperador germánico Francisco II. Además, este último se había comprometido a cubrir los gastos del cónclave.
Aunque el cónclave se inició el 30 de noviembre de 1799, no se pudieron determinar los tres candidatos principales hasta marzo del año siguiente. Solo 34 cardenales habían logrado llegar –el número más bajo desde el cónclave de 1513–, y más tarde se les uniría Franziskus Herzan von Harras, representante de Francisco II, y que utilizaría su poder de veto dos veces.
El secretario del cónclave, Ercole Consalvi, se convertiría en el hombre decisivo a la hora de decidir la elección, mientras Carlo Bellisomi y Hyacinthe Sigismond Gerdil eran vetados por Austria en favor de Alessandro Mattei que, sin embargo, no lograba el número de votos necesarios. Jean-Sifrein Maury, uno de los cardenales neutrales, sugirió a Chiaramonti como candidato, el cual se encontraba pidiendo ayuda a su amigo nuevamente para costear sus alimentos y alojamiento. Aunque inicialmente rechazó esta proposición, tras la insistencia de Consalvi, finalmente aceptó la elección el 14 de marzo, luego de 104 días de cónclave y tras 197 días desde la muerte de Pío VI. En homenaje a su predecesor, apodado ya como el "papa mártir", escogió también el nombre de Pío.

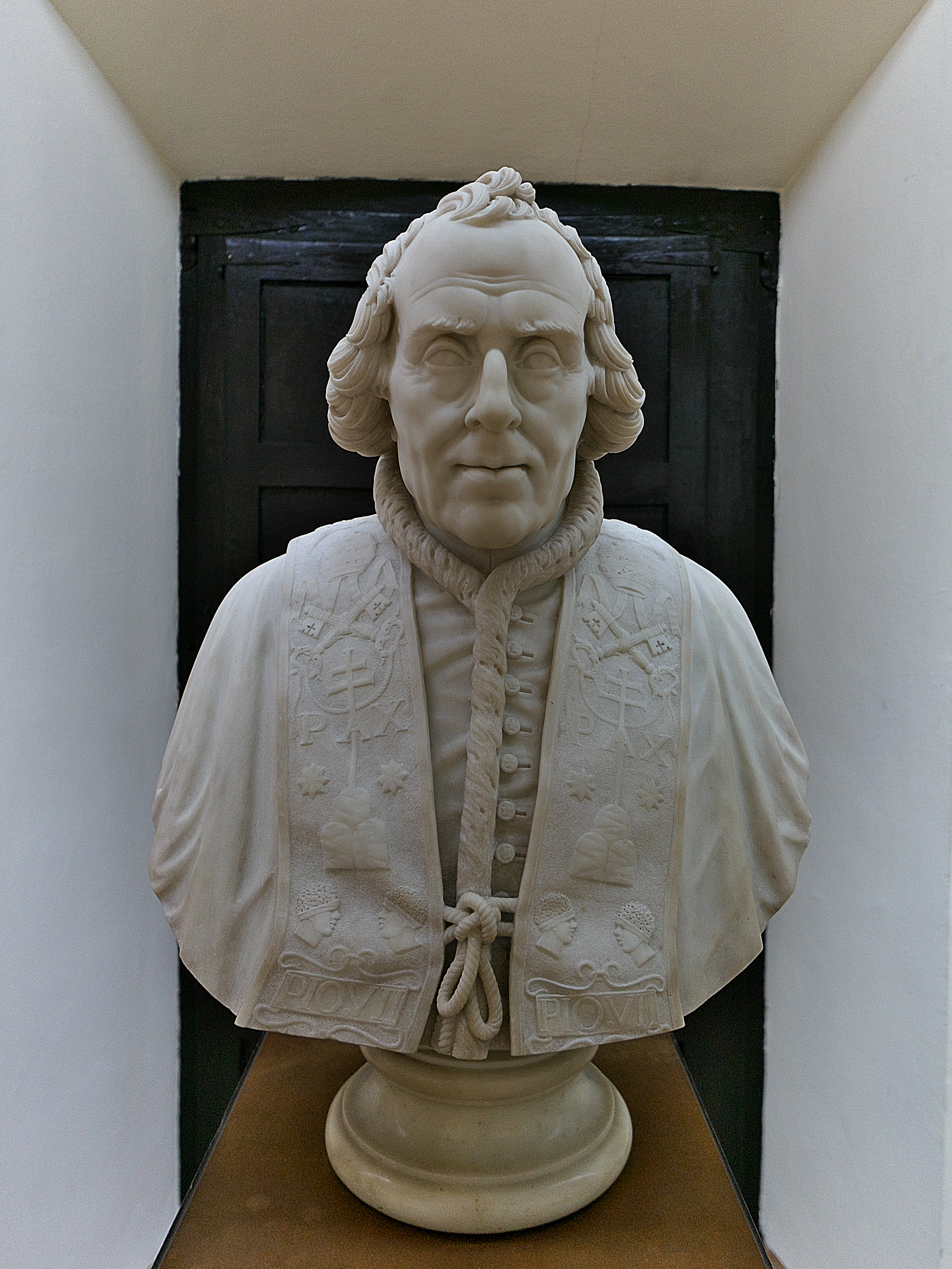
Busto de Pío VII por Antonio Solá, Museo de Bellas Artes de Asturias.

El emperador del Sacro Imperio se apresuró a pedir al nuevo papa la venta de las legaciones de Bolonia, Ferrara, Imola y Ravena, a lo que Pío VII respondió negativamente –Chiaramonti conservó su cargo de obispo de Imola hasta 1816–. Sumado a que su candidato no había sido elegido finalmente, los austriacos no permitieron que el nuevo papa fuera coronado en la basílica de San Marcos, por lo que Chiaramonti, posteriormente, rechazará la invitación de Francisco II de viajar con este a Viena. El 21 de marzo de 1800 tuvo lugar su inusual coronación en una pequeña capilla anexa al monasterio de San Giorgio. A falta de los ornamentos pontificios, que estaban todos en Roma, Pío VII fue coronado con una tiara hecha de papel maché donada por las mujeres venecianas y adornada con sus joyas.
El papa permaneció en el Véneto durante algunos meses, visitando casi todas las iglesias y recibiendo el homenaje de todas las congregaciones religiosas de la zona. El 14 de junio, Francia logró arrebatar el norte de Italia al Sacro Imperio en la batalla de Marengo. Como consecuencia de ello, Venecia, donde todavía se encontraba Pío VII, pasó a estar bajo el dominio francés. Aunque Napoleón ya tenía conocimiento sobre la carrera de Chiaramonti –tras su famosa homilía de Navidad de 1797, el emperador lo había declarado "jacobino"–, lo reconoció como nuevo papa tras su elección.
A pesar de la oposición del emperador germánico, Pío VII decidió dejar Venecia y trasladarse a Roma. Llegó a Pesaro después de una travesía marítima de doce días a bordo del Bellona, un barco austriaco que carecía de galera. Luego, recorrió la Vía Flaminia hasta llegar a Roma. Antes de llegar, rendiría homenaje a su madre fallecida como carmelita en Fano.

### Bajo la sombra de Napoleón

#### Reforma de los Estados Pontificios

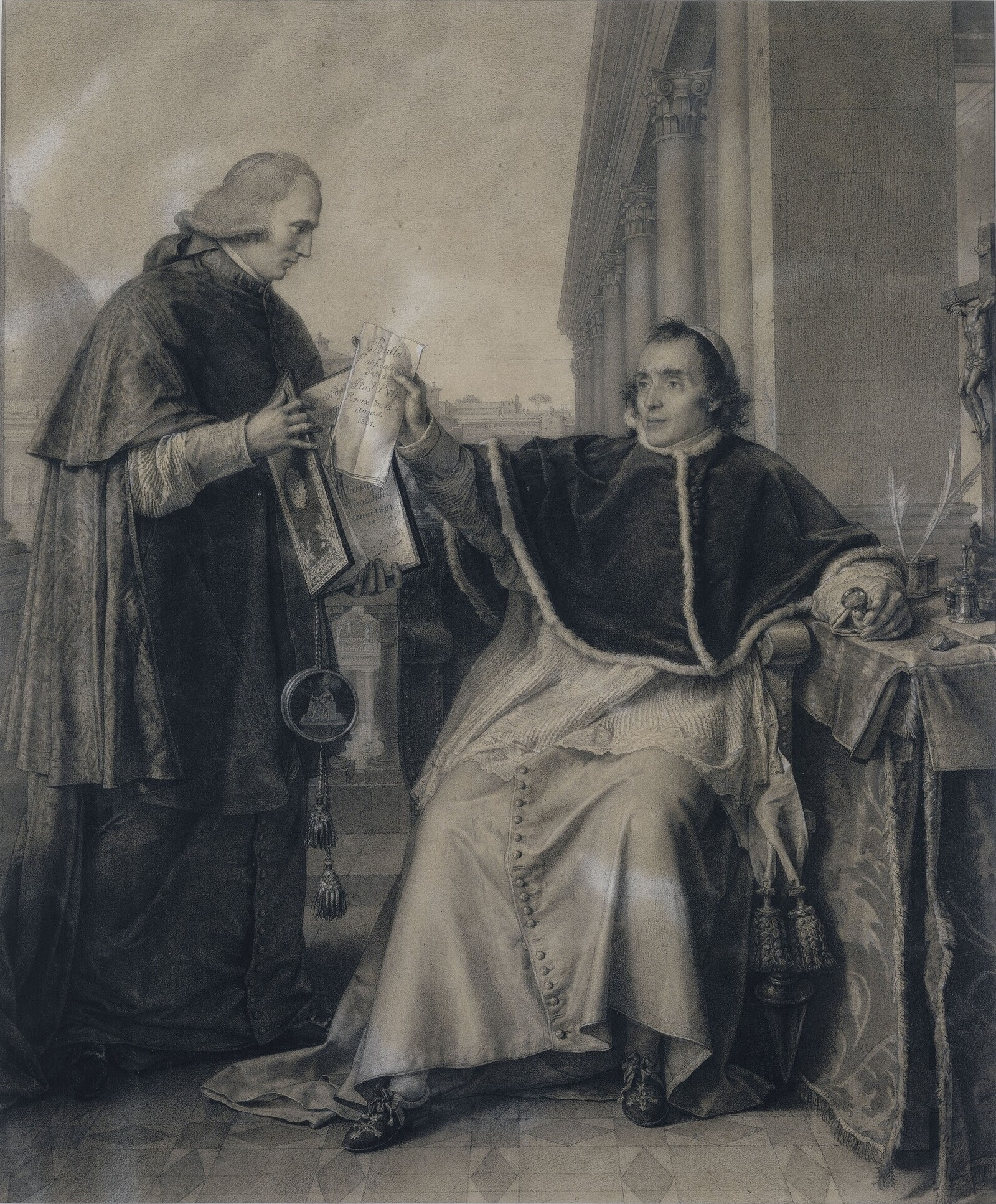
Pío VII entrega el Concordato de 1801 al cardenal Consalvi. Ilustración de Jean Baptiste Joseph Wicar,.

El 3 de julio de 1800, Pío VII finalmente entra en Roma, siendo recibido por la nobleza y el pueblo. Al llegar, las arcas estatales estaban prácticamente vacías. Lo poco que habían dejado los franceses ya había sido robado por los napolitanos. Ante inminentes batallas, el papa declaró la neutralidad de los Estados Pontificios. En agosto de ese año, elevó a Consalvi al cardenalato y lo nombró secretario de Estado, rechazando las influencias de las potencias extranjeras, especialmente del Sacro Imperio.
Con ello, comenzó a buscar la estabilización de los Estados Pontificios, modernizando su administración bajo la dirección de Consalvi. Formó cuatro congregaciones de cardenales para examinar las reformas del Estado. Su trabajo se resume en la bula Post diuturnas del 30 de octubre de 1800, en la que Pío VII restauró las instituciones, permitiendo la entrada de funcionarios seculares en la administración estatal, específicamente en la prefectura de la anona y el ejército. Un breve apostólico estableció la libertad de comercio de alimentos. En 1801 se intentó llevar a cabo una reforma monetaria para detener la inflación, así como una reforma fiscal para generar más ingresos. Así también, se ordenó drenar las Lagunas Pontinas para ampliar las zonas de cultivo, y se estableció la creación de fábricas de lana y algodón para dar trabajo a los más necesitados. Esto generó rechazo en el Colegio Cardenalicio, mientras la nobleza se ve insatisfecha, a pesar de la creación de la Guardia Noble en 1801.

#### El Concordato de 1801
Consalvi sería clave a la hora de pautar las relaciones con la Francia de Napoleón, quien en noviembre de 1799 se había hecho con el cargo de primer cónsul, derrocando al Directorio. El nuevo papa no albergaba una indisposición preconcebida hacia el general francés, ni se mostraba beligerante contra el orden político que el régimen francés pretendía instaurar en los países de su órbita. Pío VII seguía la política moderada que había diseñado cuando era obispo de Imola, evitando el derramamiento de sangre a través de la sumisión a los nuevos señores de la República Cisalpina. Tampoco Napoleón siguió las tendencias anticlericales de las primeras fases de la revolución. En su pragmatismo político tuvo bien presente que las creencias religiosas estaban muy enraizadas en el pueblo francés y que era provechoso para sus designios mantener una amistosa relación con los poderes eclesiásticos, en especial con el papa.
La atención de Pío VII se centró de inmediato en el estado de anarquía en el que se encontraba la Iglesia francesa, afectada por el gran cisma causado por la constitución civil del clero, que había descuidado la disciplina. La mayoría de las iglesias habían sido cerradas, y algunas diócesis carecían de obispo mientras que otras tenían incluso más de uno; el jansenismo y la práctica del matrimonio de los clérigos se fueron extendiendo entre los fieles, que lo recibían entre la indiferencia y la hostilidad. Luego de su nombramiento, Consalvi viajó a Francia para iniciar las negociaciones del Concordato de 1801 con Napoleón. Aunque no se realizaba un retorno efectivo al antiguo orden cristiano, sí logró proveer ciertas garantías civiles a la Iglesia, reconociendo a la «Católica, Apostólica, y Romana religión» como la practicada por «la mayoría de los ciudadanos franceses».
Los principales términos del Concordato incluían:
- Libertad religiosa, al proclamar al catolicismo sólo como la religión predominante, pero no oficial.
- El papado mantenía el derecho de deponer a los obispos –en la práctica, esto era casi inútil, ya que el gobierno francés los nombraba–.
- El Estado debía pagar los salarios del clero, a cambio de que este jurara lealtad al Estado.
- La Iglesia cedía todos sus derechos sobre las tierras de su pertenencia que habían sido tomadas después de 1790.
- El domingo era restablecido como un "festival", siendo efectivo desde el Domingo de Pascua de 1802.

Al ratificar el Concordato, Pío VII pudo normalizar relativamente las relaciones entre Francia y la Santa Sede. Para ejecutar el Concordato, nombró a Giovanni Battista Caprara como nuevo legado apostólico en Francia.
Sin embargo, el 18 de abril de 1802, Francia proclamó unilateralmente 77 artículos orgánicos, tendientes a hacer de la Iglesia francesa una Iglesia nacional que dependa en lo mínimo de Roma, y sometida al poder civil. Estos artículos establecían limitaciones al poder papal, no pudiendo contrariar las decisiones de los concilios ecuménicos, debiendo respetar las prácticas nacionales, perdiendo su infalibilidad y poder sobre los juramentos de los súbditos. Así, se llevó a cabo la restauración parcial del galicanismo, que Pío VII no aceptó debido a que, prácticamente, la Iglesia quedaría bajo el control total del Estado, desde la revisión de las bulas hasta las reuniones y sínodos diocesanos, haciendo de los sacerdotes empleados del Estado.

#### La coronación de Napoleón

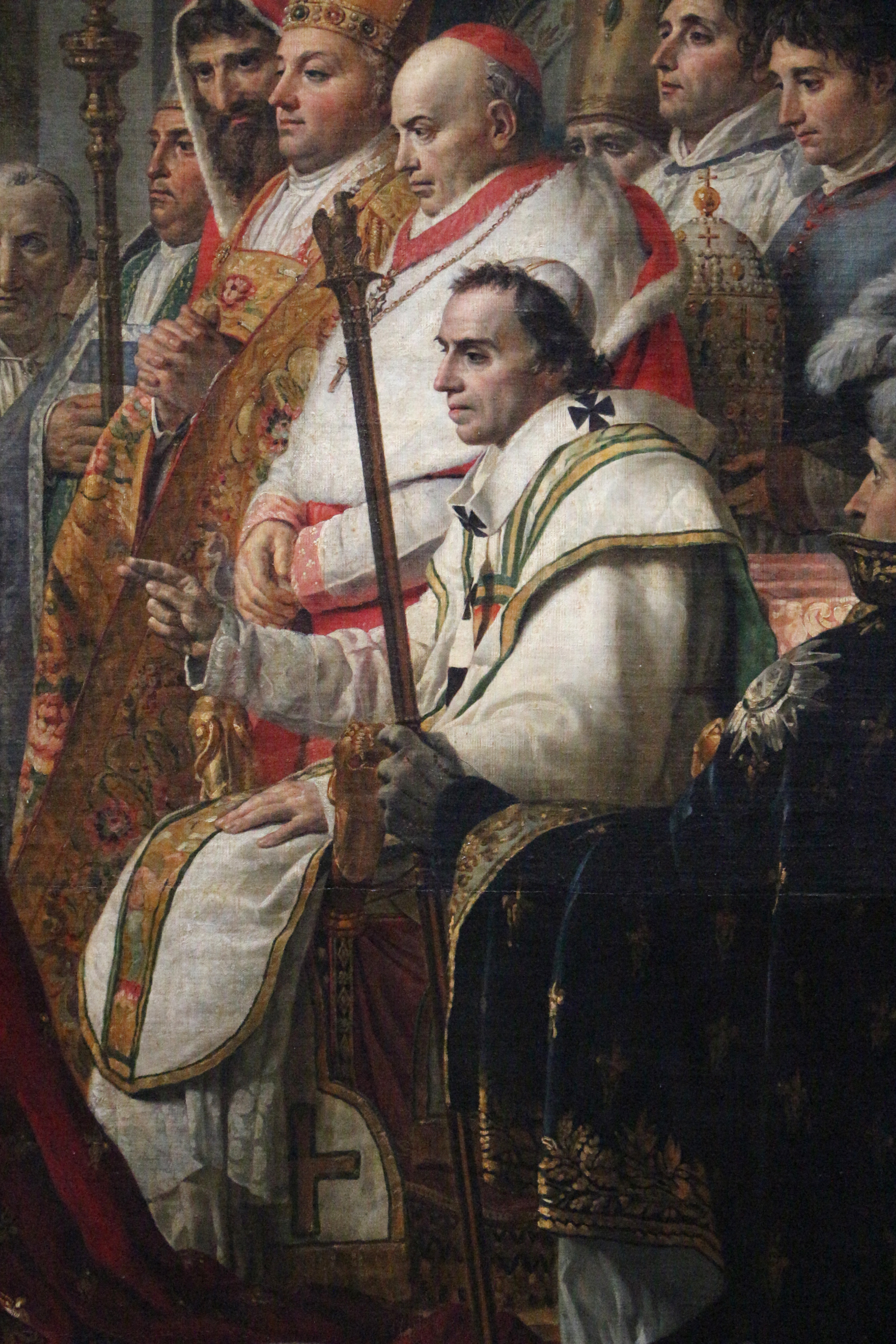
Detalle del papa Pío VII junto al cardenal Giovanni Battista Caprara en La consagración de Napoleón de Jacques-Louis David, c. 1807.

Para 1804, Napoleón buscaba realizar su ceremonia formal de investidura como emperador. Luego de algunas dudas, Pío VII fue persuadido de participar en la ceremonia, que se llevaría a cabo en la Catedral de Notre Dame de París, en contra del consejo de la curia romana. La intención del papa era lograr convencer a Napoleón de derogar los artículos.
En la ceremonia, que tuvo lugar el 2 de diciembre, el papa se limitó únicamente a bendecir a Napoleón, mientras este se autocoronaba. El nuevo emperador le dará pocas concesiones, buscando resaltar el carácter secundario del pontífice. Sin embargo, Pío VII declinó aceptar los artículos orgánicos. Según la reunión sostenida con los cardenales, el 16 de mayo de 1805, se sentía optimista de su visita a Francia. A propósito de ello, Pasquino declaró que: por mantener la fe, un Pío perdió la Sede; por mantener la Sede un Pío perdió la fe.

#### Prisionero de Napoleón

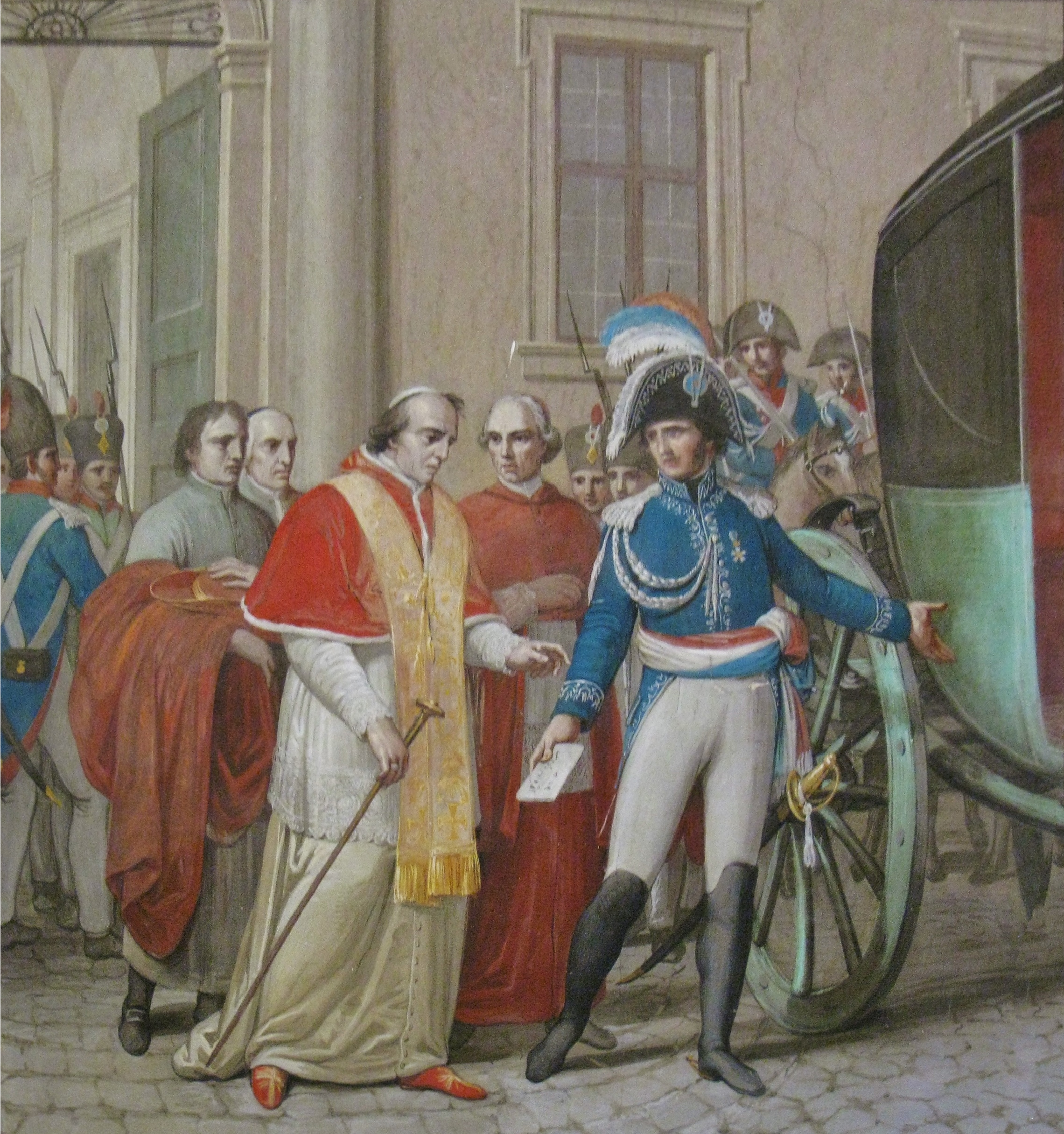
Arresto de Pío VII en el Quirinal durante la noche del 5 al 6 de julio de 1809. Museo Chiaramonti.

Sin embargo, las relaciones entre Napoleón y el papa no mejoraron luego de la visita de este último a Francia. En 1805, Pío VII se negó a conceder el divorcio entre Jerónimo Bonaparte y Elizabeth Patterson, mientras el emperador continuaba su política expansionista, tomando el control de Ancona, Pontecorvo, Benevento y Nápoles luego de la batalla de Austerlitz, haciendo a su hermano José nuevo monarca de la región con el título de "rey de Roma".
En 1806 las hostilidades entre la Santa Sede y Napoleón se intensifican. Aquel año, el emperador buscaba incluir a los Estados Pontificios en su alianza continental contra Gran Bretaña. En correspondencia con Pío VII, el 13 de febrero escribió que «Su Santidad es soberano de Roma, pero yo soy el Emperador; todos mis enemigos sean los suyos». El papa mandó su negativa como respuesta, argumentando que al ser "Pastor universal", debía ser neutral. La respuesta de Napoleón no se hizo esperar a través de una dura represión, reduciendo al mínimo el Patrimonio de San Pedro para 1808. Pío VII pidió la renuncia de su secretario de Estado Consalvi, mientras la situación se volvía caótica. El 2 de febrero de 1808 Roma fue ocupada militarmente. El 10 de junio del año siguiente, el papa respondió, exasperado, mediante su bula Quum memoranda, que excomulgaba a los «ladrones del patrimonio de Pedro, usurpadores».
La noche del 5 de julio, el general Étienne Radet, ayudado por un millar de hombres, policías, soldados o reclutas de la Guardia Cívica de Roma, llegó a las escalinatas del Palacio del Quirinal, donde residía el papa. Luego de que las ventanas y puertas fueran forzadas, y al oír el tumulto de los hombres que habían entrado, Pío VII ordenó abrir sus habitaciones. Después de cenar y escuchar a Radet, el pontífice respondió «Señor, un soberano que no tiene de qué vivir más que con una corona al día no es un hombre que se deja intimidar fácilmente». 
A pesar de la insistencia del general Radet, el papa respondió con su famosa frase «Non possiamo, non dobbiamo, non vogliamo» (en español: «no podemos, no debemos, no queremos»), en referencia a que no renunciaría a la soberanía temporal de los Estados Pontificios, ni levantaría la bula de excomunión. Sin necesidad del uso de fuerza y en silencio, el papa abandonó el Quirinal y subió a un carruaje escoltado por gendarmes, empezando sus días como prisionero real de Estado. Luego de ser llevado a un monasterio en Florencia, fue transferido primero a Alessandria y, después, a Grenoble, antes de llegar a Savona. Su carcelero Antoine Brignole-Sale, prefecto de Montenotte, fue un noble genovés que atendió gratamente al pontífice durante su cautiverio –hasta el punto que mantuvieron su amistad tras la caída de Napoleón–. Pío VII lo apodaría como «mi buen carcelero».
Mientras tanto, el papa se negó a aceptar los requerimientos de Napoleón, ya que no quería convertirse en un títere del gobierno francés: se negó a tocar los dos millones en ingresos que garantizaban el traspaso de Roma al Imperio, así protestó por la conducta de Napoleón y rechazó aceptar los nombramientos de los obispos hechos por el emperador en Francia. Antes de salir del Quirinal, ordenó destruir su anillo del pescador para evitar que ningún usurpador pudiera utilizarlo sin su conocimiento. Es el único caso registrado en que el anillo papal se destruye en vida de su titular.

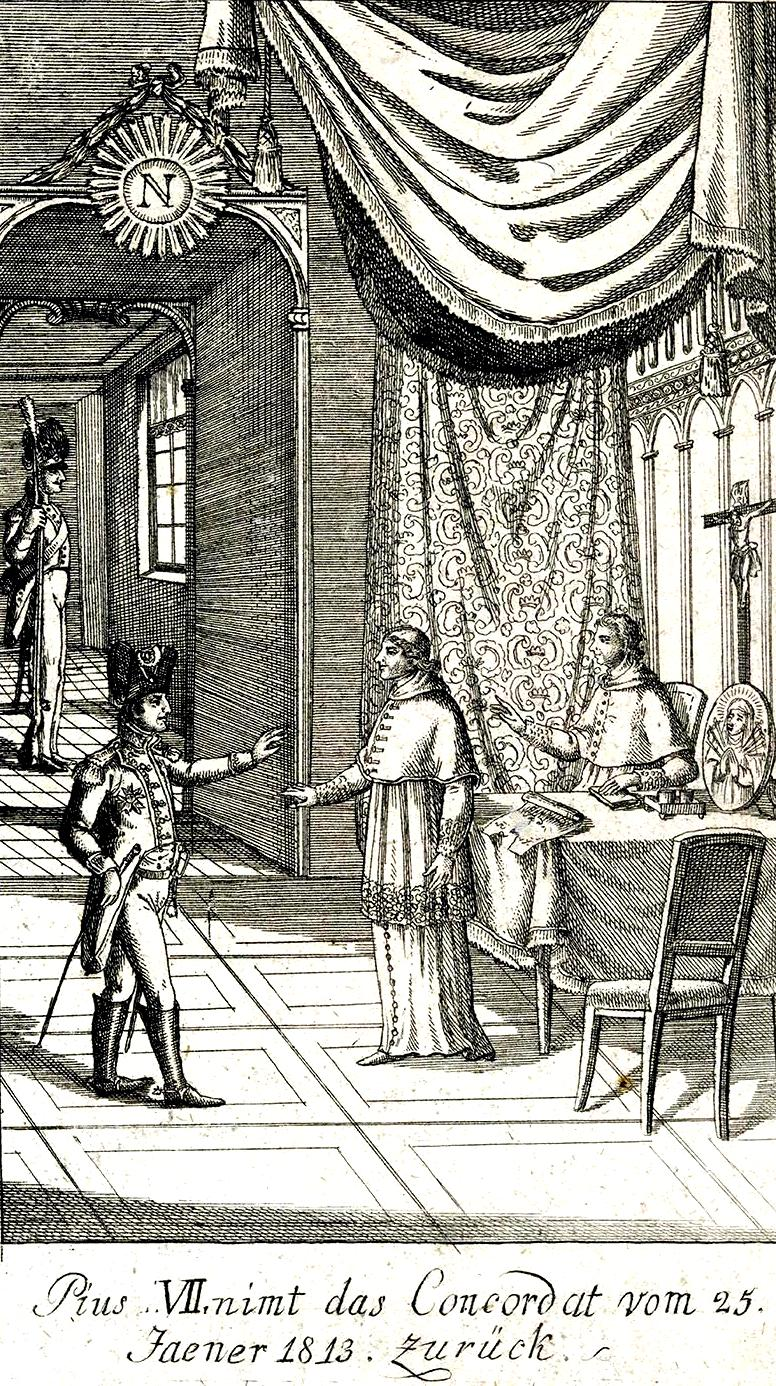
Pío VII junto a Napoleón durante la firma del Concordato de Fontainebleau. Grabado,.

Mientras tanto, el emperador no pudo reunir a los trece cardenales que pedía para que asistieran a su matrimonio con María Luisa de Austria, que ya había sido rechazado por Pío VII. El papa se enfureció al no recibir ninguna información sobre el Concilio de París, convocado en 1811, y rechazó aceptar cualquier acta discutida allí. Mientras tanto, el emperador se acaba percatando de la correspondencia secreta que el pontífice mantenía en Savona, por lo que, en vísperas de su campaña a Rusia, decide trasladarlo a Fontainebleau, bajo pretexto de que los británicos podrían liberarlo. El traslado se dificultó cuando Pío VII, que tenía entonces 70 años de edad, cae gravemente enfermo mientras atravesaba el paso del Mont Cenis. Se le administró la extremaunción en un hospicio cercano. Sin embargo, tras recuperarse de su enfermedad, prosiguió su camino.
El 20 de junio de 1812, Pío VII llegó al palacio de Fontainebleau. Durante los dos primeros meses de su cautiverio, fue atendido por el cirujano Balthazard Claraz. No abandonó sus habitaciones hasta el 23 de enero del siguiente año. El 25 de enero, Napoleón viajó a Fontainebleau para entrevistarse con el papa. Entonces Pío VII decidió firmar el Concordato de Fontainebleau, que lo obligaba a abdicar su soberanía temporal, parte de su autoridad espiritual y aceptar establecer su residencia en Francia –Napoleón tenía planeado que viviera en París–. Sin embargo el 24 de marzo, apoyado por los cardenales Consalvi y Bartolomeo Pacca, se retrajo de su firma, debido a que la había realizado bajo presión. El papa fue aprisionado nuevamente e inició una serie de contactos directos con el emperador, donde se alternaron la adulación y las amenazas. En mayo, Pío VII desafió abiertamente a Napoleón, declarando nulos todos los actos oficiales realizados por los obispos franceses.

#### Liberación y retorno a Roma
Para inicios de 1814, Napoleón atravesaba una situación difícil, y su derrota era inminente. El 19 de enero restauró los Estados Pontificios y, cuatro días después, Pío VII abandonó Fontainebleau, ya libre, junto a sus cardenales y otros exiliados. Tras una breve estancia en Savona, se trasladó a Imola, su antigua diócesis, donde celebró la Pascua. Luego visitó Niza, Bolonia, su Cesena natal, y Loreto, donde visitó el santuario de la Santa Casa para agradecer por su liberación. Llegó finalmente a Roma el 24 de mayo, casi cinco años después de su detención, donde fue recibido calurosamente por sus habitantes como un héroe.

### Gobierno postnapoleónico
Tras su liberación, una de las primeras medidas de Pío VII fue restaurar al cardenal Consalvi en la Secretaría de Estado. Sin embargo, pronto se vio obligado a salir de Roma para refugiarse en Viterbo y Génova, luego que Joaquín Murat, rey de Nápoles, invadiera los Estados Pontificios durante la campaña de los Cien Días. Pío VII regresó definitivamente al palacio del Quirinal el 22 de junio de 1815. En los meses siguientes, permitió la entrada de familiares de Napoleón como refugiados políticos.

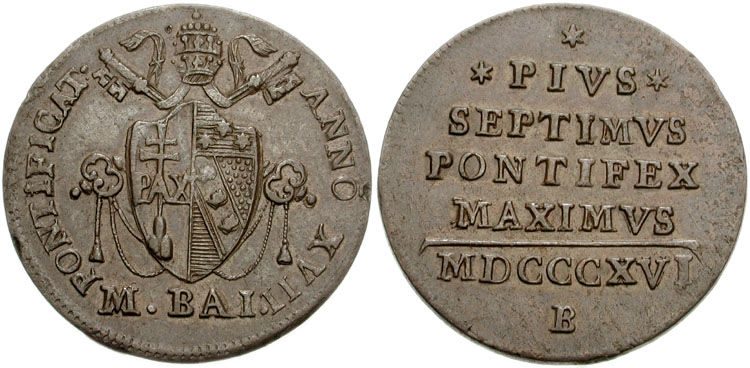
Medio baiocco, acuñado en 1816.

En su lucha contra la masonería, el papa mandó publicar el 15 de agosto de 1814 un edicto en el que calificaba a las logias como «infernales conventículos» y «criminales agregaciones y asociaciones masónicas», y en el que se establecían para sus miembros penas de excomunión, penas corporales, confiscación de bienes y expulsión del territorio pontificio.
Buscando reorganizar la Europa postnapoleónica, se convocó el Congreso de Viena en 1814, donde el cardenal Consalvi aseguró el retorno de casi todos los territorios de los Estados Pontificios, a excepción del Condado Venesino, que permaneció bajo dominio francés y de una franja de tierra (Ariano nel Polesine, Canaro, Córbola y Occhiobello), que fue anexionada al Imperio austríaco. 
Durante la Guerra austro-napolitana, tuvo que volver a abandonar Roma entre el 22 de marzo y el 7 de junio de 1815.
Aun al propio Pío VII, que había dado muestras de comprensión de las fórmulas democráticas de gobierno, le pareció que su aplicación a terceros países podía constituir un régimen aceptable pero que en el caso de los Estados de la Iglesia era ir demasiado lejos.
En Roma, derogó la mayor parte de las disposiciones legislativas aprobadas durante la ocupación francesa, si bien, como rasgo de modernidad y porque los tiempos que corrían así lo demandaban, mantuvo en la Constitución con la que dotó a sus estados la supresión de los derechos feudales de la nobleza. Además, restauró la Inquisición y el Index librorum prohibitorum, mientras se le encarga a Consalvi ejecutar el motu proprio Quando per ammirabile disposizione, por medio del cual efectuaría reformas en los Estados Pontificios. El territorio se dividió en trece delegaciones y cuatro legaciones (Bolonia, Ferrara, Forlì, Rávena), junto con el distrito de Roma. Sin embargo, las arcas del Estado estaban en muy malas condiciones, mientras el descontento popular se enfocaba a los carbonarios, sociedad secreta de inspiración liberal, que sería prohibida por el papa en 1821.
En los últimos años del pontificado de Pío VII, la ciudad de Roma fue muy hospitalaria con todas las familias gobernantes, cuyos representantes fueron allí a menudo; el pontífice fue especialmente amable con los reyes en el exilio, mostrando una generosidad notable y singular incluso hacia la familia de Napoleón.
El 6 de octubre de 1822, a través de una bula,[¿cuál?] restauró treinta diócesis francesas, luego de largas negociaciones con el gobierno de Luis XVIII.

#### Relaciones con la Compañía de Jesús
En 1773, la Compañía de Jesús había sido suprimida por el papa Clemente XIV, por medio de su breve Dominus ac Redemptor. Su decisión se debió la presión de varios países de tradición católica, y en ellos fue cabalmente ejecutada; mientras que en otros, sobre todo en Prusia y Rusia, el breve no se promulgó, principalmente debido a la calidad de la educación que los jesuitas dictaban en las universidades de su territorio. A principios del siglo XIX, la situación política en Europa había cambiado por completo. Muchas solicitudes de restauración de la Compañía fueron recibidas tanto por Pío VI como por Pío VII.
El 7 de marzo de 1801, poco después de su elección, Pío VII emitió el breve Catholicae fidei, donde se aprobaba la existencia de la Compañía de Jesús en Rusia y nombraba como vicario temporal a Franciszek Kareu, superior general de la Compañía de Jesús en Rusia. Este fue el primer paso hacia la restauración de la orden religiosa.
Trece años después, firmó la bula Sollicitudo omnium ecclesiarum que restauraba universalmente a la Compañía de Jesús, el 31 de julio de 1814. Para esta ocasión, el papa celebró la Misa en el altar de San Ignacio en la Iglesia del Gesù en Roma. Allí, después de firmar la bula, abrazó personalmente a una centena de antiguos jesuitas que habían llegado a la iglesia para la ocasión. Al mismo tiempo, confirmó a Tadeusz Brzozowski como superior general.

## Pensamiento y acción: la Iglesia de Pío VII

### Abolición de la esclavitud
Luego de su retorno a Roma en 1814, Pío VII, con la ayuda del cardenal Ercole Consalvi, renovó las relaciones diplomáticas con todos los países europeos, y mantuvo una fructífera correspondencia con los diversos jefes de Estado europeos. Una de sus preocupaciones era la abolición de la esclavitud, luego de que, tras cinco años privado de libertad, el tema de la esclavitud se había vuelto de gran importancia y sensibilidad para el papa. En una carta fechada el 20 de septiembre de 1814, escrita al rey de Francia, describe su total rechazo al comercio de esclavos, definiendo la venta del negro como la de un simple ser vivo, no como el hombre que es. En la misiva también prohíbe el comercio para todo eclesiástico o civil que lo apoye.

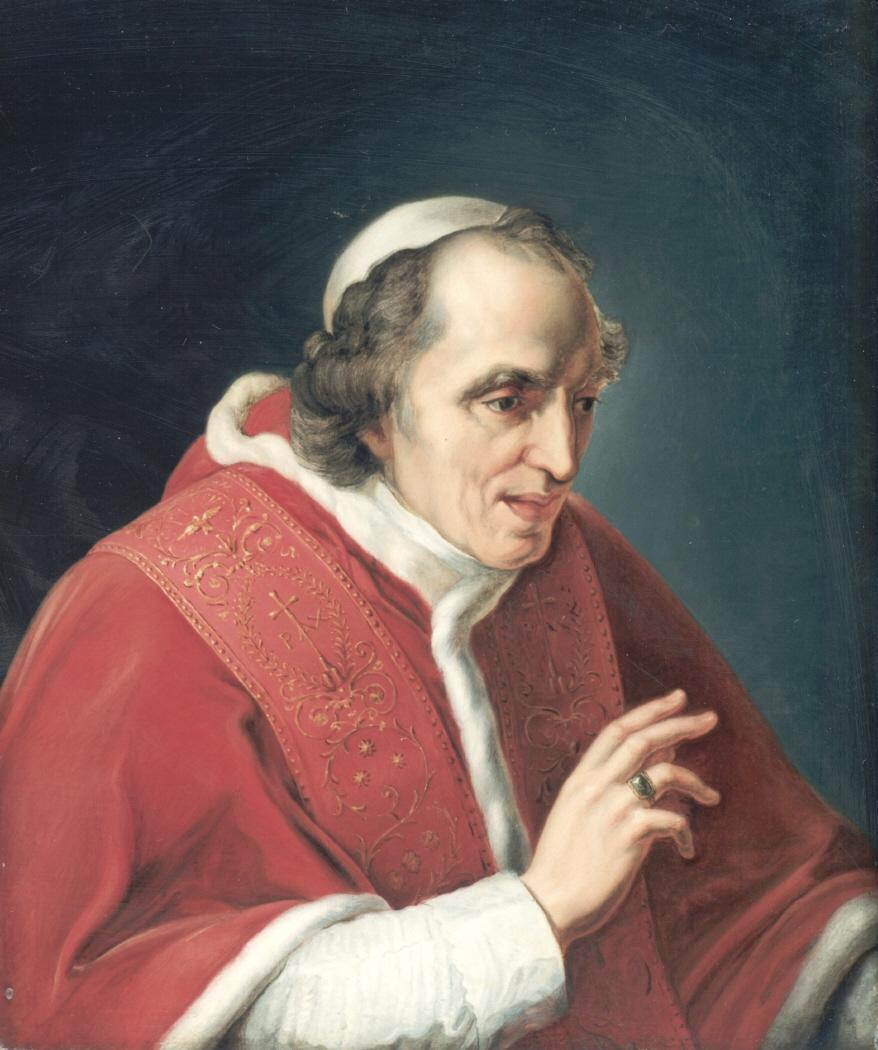
Pío VII. José de Madrazo, 1815.

A pesar de las negativas patentes de los gobiernos de España, Portugal y Brasil, Pío VII logró ganar una pequeña batalla en el Congreso de Viena. En febrero de 1815, representado por el cardenal Consalvi, consiguió acordar la prohibición de la esclavitud al norte de la línea del Ecuador.

### Acción doctrinal y teológica
Debido a los avatares de su tiempo, Pío VII no tiene un gran peso, teológicamente hablando, en la historia de la Iglesia. Sin embargo, es el primero en ratificar una forma de separación entre la Iglesia y el Estado, un quiebro importante en lo referente a las relaciones político-religiosas de la era contemporánea.
El 15 de mayo de 1800, poco después de su elección, envía la encíclica Diu satis a los fieles católicos, en la que aboga por un retorno a los valores del Evangelio. En 1801 concede una indulgencia apostólica para reparar los pecados por blasfemia. En 1814, universaliza la fiesta de Nuestra Señora de los Dolores (15 de septiembre); y establece a perpetuidad el 24 de mayo para la fiesta de Nuestra Señora del Auxilio, en conmemoración de la fecha en que retorna a Roma luego de su exilio.
El 3 de junio de 1816, Pío VII condenó las obras del Obispo melquita Germanos Adam, en las que se apoyaba el conciliarismo. En su encíclica Ecclesiam a Jesu Christo, del 13 de septiembre de 1821, el papa condenó la masonería y el movimiento de los carbonarios.
Reorganizó la Congregación para la Propagación de la Fe, que iba a jugar a los siglos XIX y XX un papel crucial en el esfuerzo misionero de la Iglesia. En 1822 ordenó al Santo Oficio dar su visto bueno a las obras de Canon Settele, donde las teorías de Nicolás Copérnico se presentaban como un logro de la física, y no como una hipótesis.
Asimismo, estableció varias diócesis para la reciente nación de los Estados Unidos. La diócesis de Baltimore fue elevada a arquidiócesis, a la vez que se crearon las diócesis de Boston, Nueva York, Filadelfia y Bardstown. Más tarde, Pío VII crearía las diócesis de Charleston, Richmond y Cincinnati en 1821.

#### Etsi longissimo terrarum
El 30 de enero de 1816 Pío VII promulgó su encíclica Etsi longissimo terrarum dirigida a los obispos de la América hispana, tras culminar un año de negociaciones con los representantes del rey de España Fernando VII, exhortándolos a:

(...) no perdonar esfuerzo para desarraigar y destruir completamente la funesta cizaña de alborotos y sediciones que el hombre enemigo sembró en esos países.

Fácilmente lograréis tan santo objeto si cada uno de vosotros demuestra a sus ovejas con todo el celo que pueda los terribles y gravísimos prejuicios de la rebelión, si presenta las ilustres y singulares virtudes de Nuestro carísimo Hijo en Jesucristo, Fernando, Vuestro Rey Católico, para quien nada hay más precioso que la Religión y la felicidad de sus súbditos (...)

#### Beatificaciones y canonizaciones
Pío VII canonizó a Ángela de Mérici, Benito de Palermo, Coleta de Corbie, Francisco Caracciolo y a Jacinta de Mariscotti el 24 de mayo de 1807. Así también, Pío beatificó a 27 personas, destacando Peregrino de Falerone, José Oriol, Giuseppe Maria Tomasi y Crispín de Viterbo.

### Milagros en vida

#### Levitación

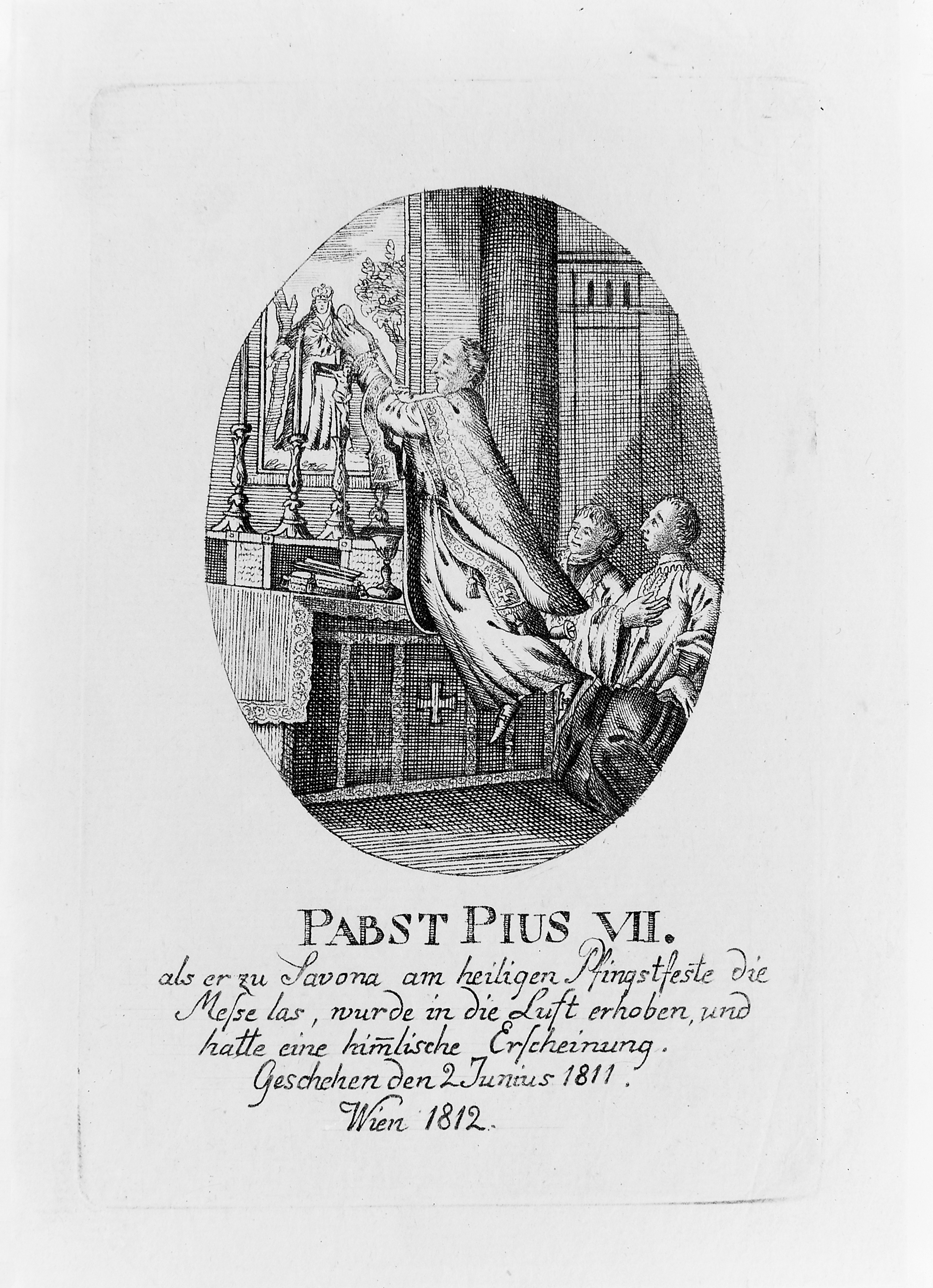
Ilustración del supuesto milagro de levitación de Pío VII.

El 15 de agosto de 1811, siendo prisionero de Napoleón, el papa se encontraba celebrando una misa por la fiesta de la Asunción cuando, según reportaron varios periódicos[¿cuál?], se dice que entró en trance y comenzó a levitar de una manera que lo atrajo hacia el altar. Se dijo que este episodio en particular despertó el asombro de los asistentes, incluidos los soldados franceses que lo custodiaban.

### Acción cultural
En 1802, Pío VII autorizó excavaciones arqueológicas en Ostia, las que revelaron un conjunto de ruinas notable, entre los que se encontraban caminos con tumbas, calles, termopolios, tiendas, spas, palestras, elementos de seguridad contra incendios, teatros, un foro, una basílica, una curia, mercados, santuarios, además de un templo capitolino. También ordenó excavar alrededor del lago Trajano. En Roma, en 1807, comprometió muros de contención, construcción de paredes de ladrillo y arbotantes para salvar de la ruina al Coliseo. Además, restauró el Arco de Constantino y ordenó la construcción de la fuente de Monte Cavallo. Reordenó la Piazza del Popolo y erigió el obelisco en el Monte Pincio.
Bajo el reinado de Pío VII, Roma se convierte en el lugar de reunión de los principales artistas de la época. El veneciano Antonio Canova, el danés Bertel Thorvaldsen –a pesar de su protestantismo–, el austríaco Joseph von Führich, y los alemanes Johann Friedrich Overbeck, Franz Pforr, Johann Gottfried Schadow y Peter von Cornelius se reunieron en la Roma de principios del siglo XIX.
Pío VII enriqueció la Biblioteca Vaticana con numerosos manuscritos y volúmenes impresos. Se reabrieron varios colegios ingleses, escoceses y alemanes. También se abrieron más vacantes para poder ingresar en la Universidad Gregoriana.
Fueron inauguradas nuevas salas en los Museos Vaticanos, como la parte llamada Braccio Nuovo, inaugurada en 1822 y más tarde renombrada como Museo Chiaramonti, en honor a su mecenas. Este museo alberga numerosas estatuas romanas y copias de antiguas estatuas griegas, mientras que el suelo está recubierto de mosaicos.
También fue Pío VII el que, como respuesta ante la invasión napoleónica de 1808, aprobó el uso de la insignia amarilla y blanca que, desde 1929, constituye la bandera nacional de la Santa Sede.
|                                                                                         |
| Pío VII observa las ruinas encontradas durante las excavaciones arqueológicas en Ostia. |

|                                                                       |
| Pío VII observa los planos del Braccio Nuovo de los Museos Vaticanos. |

|                                                                       |
| Conmemoración a la construcción del muro de contención en el Coliseo. |

|                                                           |
| Pío VII examina la maqueta del obelisco del Monte Pincio. |

## Muerte

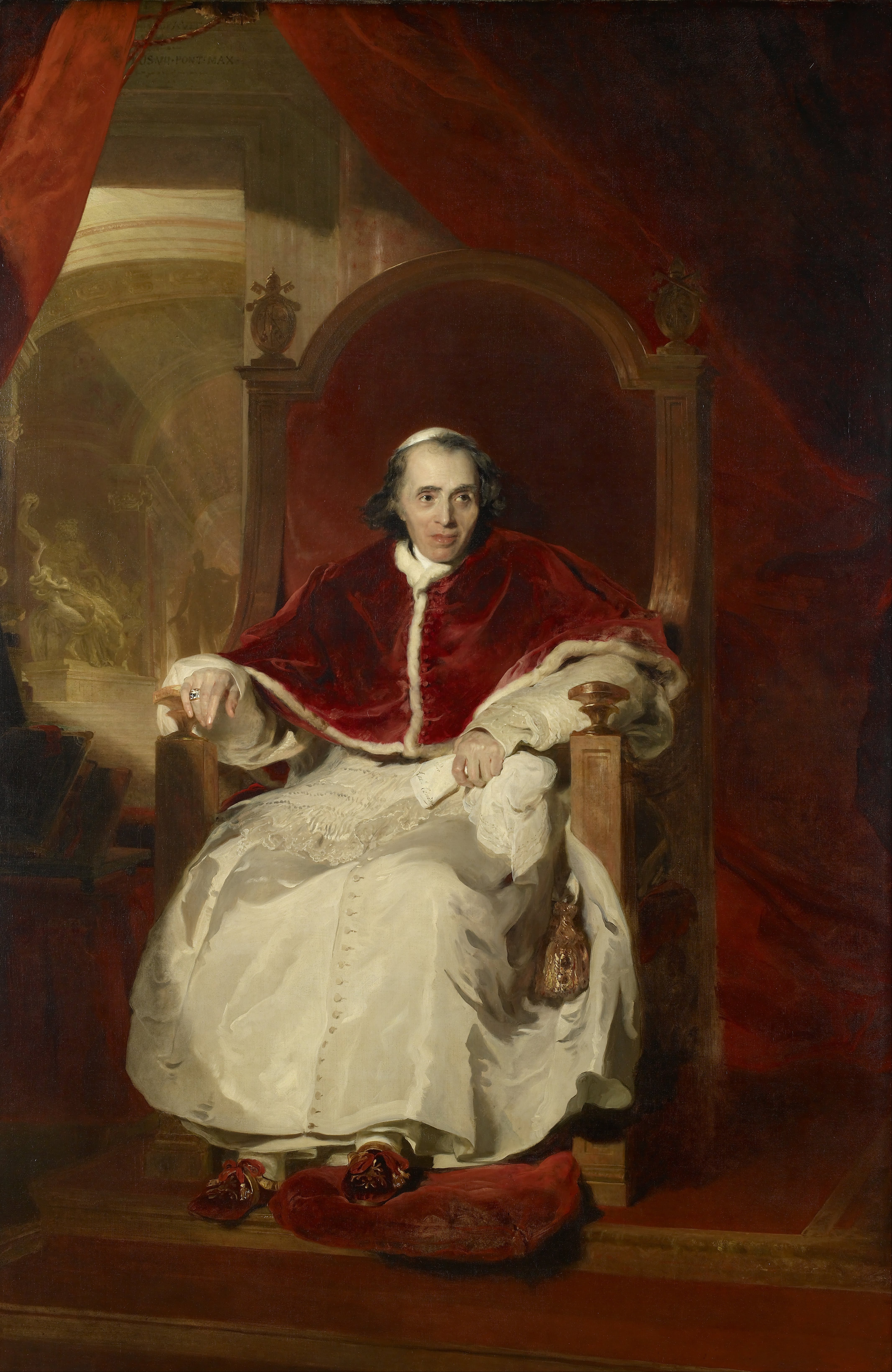
Pío VII. Thomas Lawrence, 1819.

El 6 de julio de 1823, el papa realizó su habitual paseo por los jardines interiores del Palacio del Quirinal, el día del 14.o aniversario de su arresto por el general francés Radet. Volvió a su oficina, quedando totalmente solo, a pesar de las recomendaciones del cardenal Consalvi. Intentó levantarse de su silla, apoyándose en su escritorio y en un cordón de seda que colgaba de la pared para tal efecto. Sin embargo, su mano debilitada soltó el cordón, perdiendo el equilibrio, y cayó bruscamente al suelo, fracturándose la cadera izquierda. Fue escuchado por los chambelanes y prelados domésticos de las habitaciones contiguas, quienes lo llevaron a su cama, de la cual, no volvió a levantarse. Mientras tanto, el pueblo romano se agolpó fuera del Palacio desde el día 7 de julio, sin abandonar la vigilia.
Desde París, el rey Luis XVIII envió una cama mecánica especial para aliviar el sufrimiento del papa. Durante este último mes de vida, la basílica de San Pablo Extramuros, en cuya abadía había estudiado y liderado en su juventud, había sido arrasada por un incendio; noticia de la cual nunca tuvo conocimiento.
El 19 de agosto su condición empeoró, a la vez que nombraba las ciudades de Savona y Fontainebleau, lugares donde había sido encarcelado. Durante la madrugada, el cardenal Francesco Bertazzoli le había administrado la extremaunción, mientras que el papa musitaba palabras latinas en voz baja, señal de que se encontraba orando. Pío VII falleció a las cinco de la mañana del día siguiente, acompañado de su amigo y secretario de Estado Consalvi, luego de un gobierno de 23 años, 5 meses y 6 días.
Luego de los procedimientos embalsamatorios, su cuerpo fue velado en el Quirinal, donde una densa multitud apareció para despedirlo. El 22 de agosto fue llevado a la basílica de San Pedro para celebrar sus exequias el día 25. Acto seguido, fue enterrado en las grutas vaticanas de manera temporal, mientras su sepulcro era finalizado.

### Sepulcro de Thorwaldsen

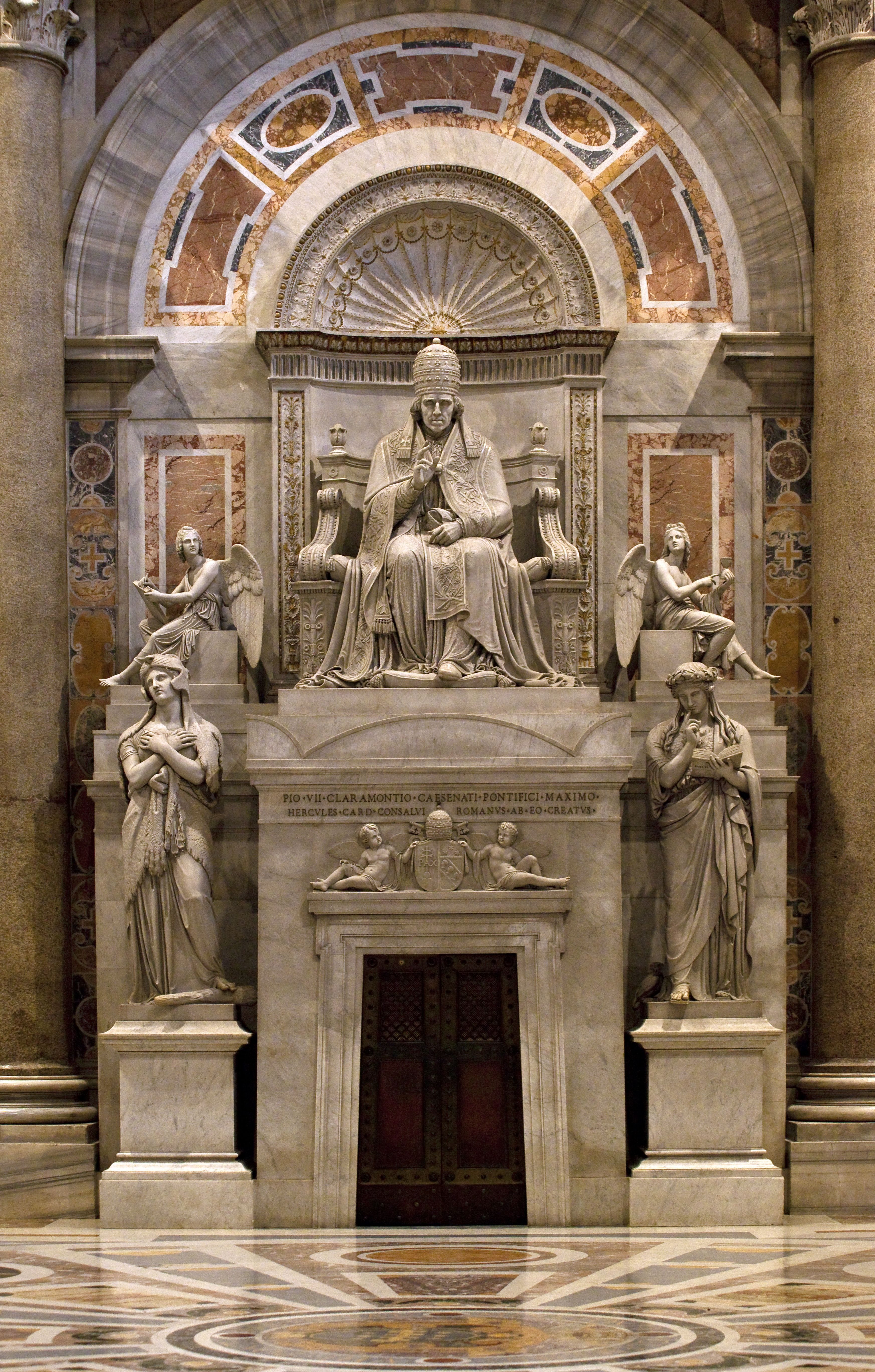
Tumba de Pío VII. Bertel Thorvaldsen, finalizada en 1825.

Su amigo Consalvi, quien moriría pocos meses después que él, dejó estipulado en su testamento que los regalos recibidos de monarcas extranjeros, durante su larga carrera diplomática, fueran vendidos y, con el dinero recaudado, se finalizaran las obras de reparación de las fachadas de varias iglesias de Roma, además de ser entregada otra parte a los pobres, y otra a pagar la tumba de Pío VII.
Conforme a su voluntad, en el transepto izquierdo de la basílica vaticana, el escultor danés Bertel Thorvaldsen elaboró el monumento a Pío VII. Su obra representa a Chiaramonti con actitud seria, rodeado de dos figuras alegóricas, que representan a la fuerza y a la sabiduría; a ello añade los genios de la historia y el tiempo. Los restos mortales del papa fueron trasladados allí en 1825. Esta es la única obra de arte de la basílica en ser llevada a cabo por un artista no católico, en este caso protestante. La inscripción tallada recuerda el cariño que Consalvi tenía hacia Pío VII.

## Causa de beatificación
El 15 de agosto de 2007 la Santa Sede se puso en contacto con la diócesis de Savona-Noli para comunicar que Benedicto XVI había declarado el nihil obstat (nada se opone) para la causa de beatificación del pontífice, tras lo cual se abrió el proceso en la diócesis para ella. Posee actualmente el título de siervo de Dios.

## Legado

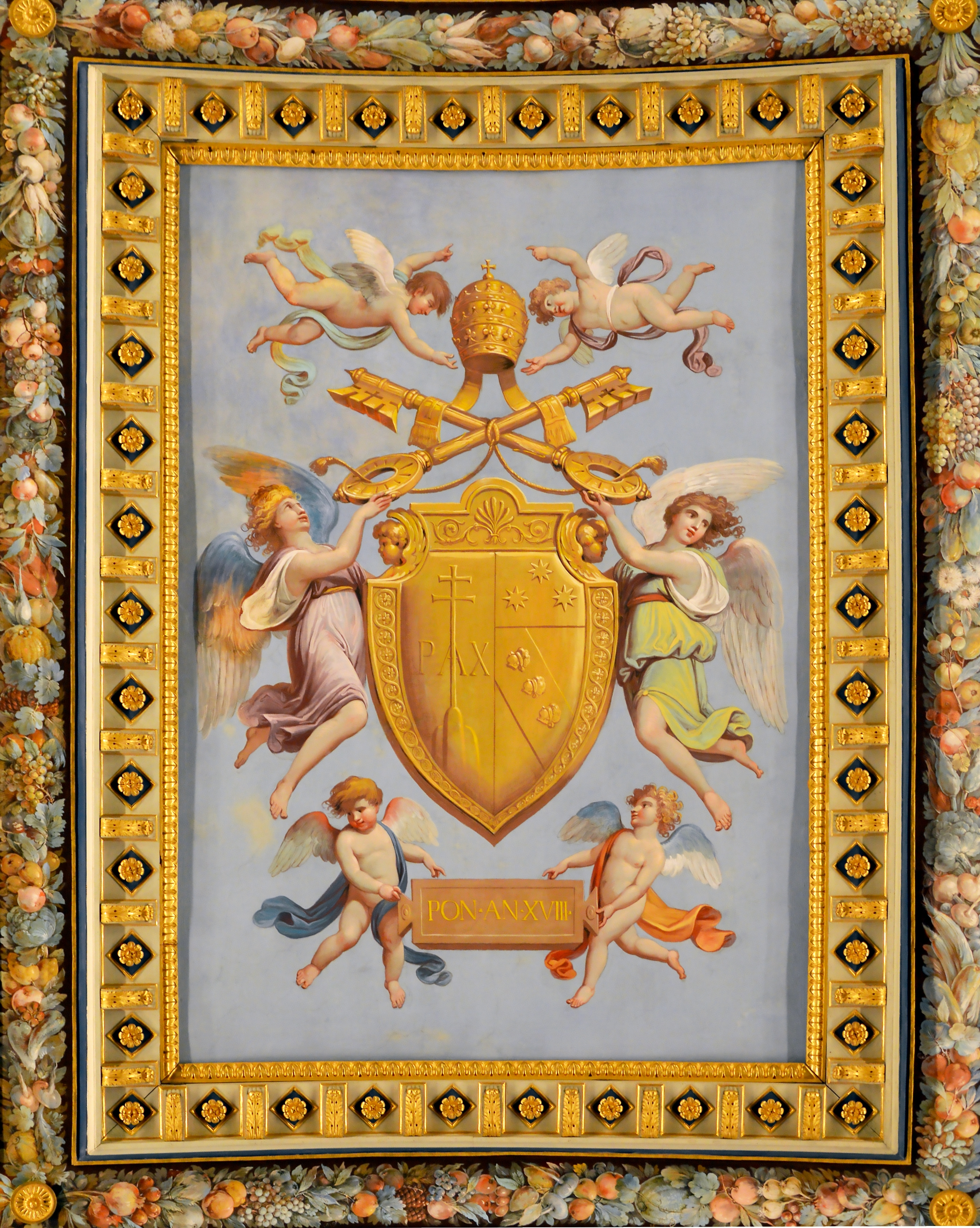
Fresco con el escudo papal de Pío VII. Museos Vaticanos, 1818.

Frente a la historia en general, Pío VII y su predecesor Pío VI –ambos reúnen 47 años de reinado– se encuentran en la interfaz entre el Antiguo Régimen y el nacimiento de un mundo nuevo, industrial, marcado por el nacionalismo, las aspiraciones a la democracia y el pluralismo de ideas. Con él finaliza la lucha, que provenía del Medioevo, entre el papa y el emperador. En 1870, los Estados Pontificios fueron suprimidos tras la Unificación italiana, y en 1929, con los Pactos de Letrán, el poder temporal de los papas se fue limitado totalmente, pero con la libertad necesaria para poder ejercer su poder espiritual. La mayoría de los Estados occidentales del siglo XX formalizaron la libertad de culto a través de sus Constituciones. Aunque permanece dominante con respecto a otras instituciones, la Iglesia católica perdió gran terreno, sobre todo al poder presentarse nuevas opciones filosóficas, religiosas y educativas.
Pío VII era multilingüe (hablaba italiano, francés, inglés y latín) y traductor. Chiaramonti había dedicado muchos años de su vida a leer, estudiar –en el Colegio San Anselmo había sido bibliotecario– y enseñar –impartía clases en la Abadía de San Juan de Parma, en el Colegio San Anselmo y en la Abadía de Santa María del Monte–. Su biblioteca privada, cuyos libros hoy se atesoran en la Biblioteca Malatestiana de Cesena, cuenta con más de cinco mil ejemplares, incluyendo códices medievales, obras de historia, arqueología, numismática, economía política y ciencia. Según Jean Leflon, Chiaramonti recurrió a métodos positivos para tratar con la teología y la filosofía; e incluso patrocinó el método de Condillac. Difícilmente se puede apreciar que aquella biblioteca perteneciera a un religioso, ya que varias de las obras, de hecho, estuvieron incluidas en el Index librorum prohibitorum.
En su acción política, restauró a la Compañía de Jesús. Roma estableció el libre comercio; la apertura de la Curia a colaboradores laicos entre 1800 y 1806; forjó relaciones diplomáticas con Rusia, Inglaterra, Estados Unidos y países no católicos; reorganizó y abrió escuelas en los Estados Pontificios y derogó el feudalismo. Por otra parte, su edicto de 1814 contra la masonería fue elogiado por monarcas absolutistas como Fernando VII quien, en su lucha contra liberales e ilustrados, mandó pasar el documento a la Inquisición española. El edicto papal sirvió finalmente de modelo al edicto de gracia que este tribunal eclesiástico publicó el 2 de enero de 1815 con la misma finalidad de persecución de los masones en España.
Culturalmente, Chiaramonti trabajó por la modernización de la enseñanza. Siendo ya papa, buscó poner de relieve el pasado antiguo de Roma –ordenando excavaciones arqueológicas en Ostia, reforzando el Coliseo y embelleciendo la ciudad–. También, creó un museo para conservar los tesoros de la Antigüedad y enriqueció enormemente la Biblioteca Apostólica Vaticana.